# Allium leucocephalum
Allium leucocephalum — вид рослин з родини амарилісових (Amaryllidaceae); поширений у Монголії, Китаї та Росії.

## Опис
Цибулина одиночна або парна, субциліндрична, діаметром 0.6–1.3 см; оболонка темно-жовтувато-коричнева. Листки коротші від стеблини, (1)2–5 мм завширшки, півкруглі в розрізі, зверху жолобчасті, гладкі. Стеблина 20–50(60) см, кругла в розрізі, вкрита листовими піхвами ≈ 1/3 довжини. Зонтик кулястий, густо багатоквітковий. Оцвітина біла або з легким відтінком жовтого; внутрішні сегменти довгасто-яйцеподібні, 3.5–5.5 × 1.4–2 мм. Період цвітіння й плодоношення: липень — серпень.

## Поширення
Поширення: Монголія, Китай — Ганьсу, Хейлунцзян, Внутрішня Монголія, Росія — південний Сибір.
Населяє піщані місця